# Ursula Martinez
Úrsula Martínez, anche nota come Ursula Lea (Londra, 13 ottobre 1966), è una scrittrice, cabarettista e attrice teatrale britannica.

## Biografia
È nata da padre britannico, Arthur, insegnante di fisica, e madre spagnola, Mila. Entrambi i suoi genitori praticano il nudismo, abitudine presa poi anche dalla figlia, ed utilizzata anche in alcuni dei suoi spettacoli.
Ha studiato teatro all'Università di Lancaster ed ha cominciato la sua carriera lavorando nell'ambito del teatro sperimentale per compagnie quali Forced Entertainment e The Glee Club. Ha iniziato a fare cabaret a Londra a metà degli anni novanta, unendo a tale attività la sua esperienza nel teatro e cominciando ad acquisire notorietà.
Assieme a Mark Whitelaw ha prodotto lo spettacolo teatrale A Family Outing, un'opera autobiografica a cui hanno partecipato anche i suoi genitori, che parla della prima parte della sua vita e della sua scoperta di essere lesbica. Lo spettacolo, rappresentato all'Edinburgh Festival Fringe nel 1998, ottenne un grande successo.
Lo spettacolo fu poi raccolto in una trilogia intitolata Me, Me, Me! assieme ad altri due, prodotto sempre con Whiteclaw, Show Off e OAP. La trilogia fu presentata nell'ottobre 2006 al Barbican Centre, come parte del Barbican International Theatre Events.
In seguito, Martinez ha continuato a produrre spettacoli teatrali e di cabaret sia da sola che con altre compagnie, tra cui Office Party (in collaborazione con Christopher Green) e My Stories, Your Emails. Quest'ultimo è basato sulla notorietà procuratale dal suo spettacolo Hanky Panky (dove effettua alcuni giochi di prestigio con un fazzoletto combinandoli con uno striptease), divenuto molto popolare sul web e per il quale ha ricevuto diverse e-mail.
Ursula Martinez ha partecipato anche ai varietà La Clique e La Soirée ed è associata al gruppo di artisti Duckie, con cui ha creato lo show C'est Duckie, vincitore di un Laurence Olivier Award.
Ha prodotto anche alcuni cortometraggi, tra cui Oh Baby! e Venkel's Syndrome, presentato al Festival internazionale del cinema di Berlino e vincitore di un Silver Spike Award alla Semana Internacional de Cine de Valladolid del 2001.

## Opere

### Teatro
- A Family Outing, 1998 (scritto da Ursula Martinez e Mark Whitelaw, diretto da Mark Whitelaw, rappresentato da Ursula Martinez e dai suoi genitori)[2]
- Show Off, 2000 (scritto da Ursula Martinez e Mark Whitelaw, diretto da Mark Whitelaw, rappresentato da Ursula Martinez e Carmen Cuenca)[5]
- OAP, 2003 (scritto da Ursula Martinez e Mark Whitelaw, diretto da Mark Whitelaw, rappresentato da Ursula Martinez e Eve Pearce)[6]
- Office Party (scritto da Ursula Martinez, Christopher Green e Cal McCrystal, diretto da Cal McCrystal)[7]
- My Stories, Your Emails, 2009 (scritto da Ursula Martinez, diretto da Mark Whitelaw, rappresentato da Ursula Martinez)[8]

### Cabaret
- Hanky Pakny
- Light My Fire
- Viva Croydon!